# Eurodicautom
Eurodicautom este baza de date pentru terminologie a UE. Există interfețe web ca și culoar de acces la acest serviciu gratuit, premițând traducerea vocabularului Uniunii Europene între limbilor oficiale ale UE.